# The Cowsills
The Cowsills byla americká skupina z Newportu v Rhode Islandu, její styl byl později nazýván jako „bubblegum pop“. Jejími zakladateli byli z počátku čtyři bratři — Barry, Bill, Bob, a John Cowsillovi. Po počátečním úspěchu se připojili i další z rodiny, Susan, Paul a jejich matka, Barbarba. Poslední jejich příbuzný, Richard Cowsill, nezpíval s ostatními, byl však manažerem skupiny.
Skupina vznikla v roce 1965, hlavní inspirací jí byli The Everly Brothers a později i Beatles. V šedesátých letech se proslavili hlavně skladbami jako „Rain…“, „Indian lake“, nebo „Hair“ (ta se stala nakonec i titulní pro stejnojmenný muzikál). V letech 1968–1973 The Cowsills absolvovali průměrně 200 vystoupení ročně a patřili k nejpopulárnějším festivalovým skupinám, které vystupovaly na amerických pódiích. V roce 1972 se dostali do problémů, kdy se začala skupina postupně rozpadat, ke krátkému znovusjednocení došlo pak na konci 70. let, mnozí ze skupiny ale byli úspěšní se sólovými výstupy. V roce 1990 se Bob, Paul, John a Susan dali úspěšně dohromady a skupina pak v následujících letech, v různých sestavách, nepravidelně vystupovala. Kromě několika kompilací vydala skupina v roce 1998 album Global a jejich zatím poslední album We Can Fly vyšlo v roce 2005.